# Rio Alamosa
O rio Alamosa é um rio localizado no estado estadunidense do Colorado, tem aproximadamente 53 milhas (aproximadamente 85,2 km), e localiza-se na parte sul do estado.